# Gran Premio di superbike di Jerez 2020
Il Gran Premio di superbike di Jerez 2020 è stato la seconda prova su otto del campionato mondiale Superbike 2020, disputato l'1 ed il 2 agosto sul circuito di Jerez de la Frontera. In gara 1 si è imposto Scott Redding, alla prima vittoria nel mondiale Superbike. Il britannico si è ripetuto anche in gara 2, mentre la vittoria nella gara Superpole è andata a Jonathan Rea. Le due gare valide per il mondiale Supersport hanno entrambe visto vincitore Andrea Locatelli, mentre le gare del mondiale Supersport 300 sono state vinte da Unai Orradre e Bahattin Sofuoğlu.

## Risultati

### Superbike Gara 1

#### Arrivati al traguardo
| Pos. | Nº | Pilota                | Squadra                  | Motocicletta         | Giri | Tempo     | Griglia | Punti |
| ---- | -- | --------------------- | ------------------------ | -------------------- | ---- | --------- | ------- | ----- |
| 1º   | 45 | Scott Redding         | Aruba.it Racing - Ducati | Ducati Panigale V4 R | 20   | 33'58.961 | 1º      | 25    |
| 2º   | 1  | Jonathan Rea          | Kawasaki Racing          | Kawasaki ZX-10RR     | 20   | +1.147    | 2º      | 20    |
| 3º   | 54 | Toprak Razgatlıoğlu   | Pata Yamaha              | Yamaha YZF R1        | 20   | +2.252    | 5º      | 16    |
| 4º   | 7  | Chaz Davies           | Aruba.it Racing - Ducati | Ducati Panigale V4 R | 20   | +2.699    | 7º      | 13    |
| 5º   | 76 | Loris Baz             | Ten Kate Racing Yamaha   | Yamaha YZF R1        | 20   | +3.301    | 6º      | 11    |
| 6º   | 21 | Michael Ruben Rinaldi | Team Goeleven            | Ducati Panigale V4 R | 20   | +6.367    | 10º     | 10    |
| 7º   | 19 | Álvaro Bautista       | Team HRC                 | Honda CBR1000RR-R    | 20   | +10.228   | 8º      | 9     |
| 8º   | 33 | Marco Melandri        | Barni Racing             | Ducati Panigale V4 R | 20   | +18.713   | 19º     | 8     |
| 9º   | 22 | Alex Lowes            | Kawasaki Racing          | Kawasaki ZX-10RR     | 20   | +20.421   | 14º     | 7     |
| 10º  | 91 | Leon Haslam           | Team HRC                 | Honda CBR1000RR-R    | 20   | +24.361   | 9º      | 6     |
| 11º  | 31 | Garrett Gerloff       | GRT Yamaha               | Yamaha YZF R1        | 20   | +26.610   | 15º     | 5     |
| 12º  | 23 | Christophe Ponsson    | Nuova M2 Racing          | Aprilia RSV4 1000    | 20   | +34.651   | 18º     | 4     |
| 13º  | 12 | Javier Forés          | Kawasaki Puccetti Racing | Kawasaki ZX-10RR     | 20   | +34.709   | 16º     | 3     |
| 14º  | 11 | Sandro Cortese        | Outdo Kawasaki TPR       | Kawasaki ZX-10RR     | 20   | +38.138   | 12º     | 2     |
| 15º  | 50 | Eugene Laverty        | BMW Motorrad             | BMW S1000 RR         | 20   | +38.365   | 11º     | 1     |
| 16º  | 20 | Sylvain Barrier       | Brixx Performance        | Ducati Panigale V4 R | 20   | +49.601   | 21º     |       |
| 17º  | 63 | Lorenzo Gabellini     | MIE Racing Althea Honda  | Honda CBR1000RR-R    | 20   | +52.357   | 22º     |       |
| 18º  | 13 | Takumi Takahashi      | MIE Racing Althea Honda  | Honda CBR1000RR-R    | 20   | +53.802   | 23º     |       |

#### Non classificato
| Nº | Pilota    | Squadra      | Motocicletta | Giri | Griglia |
| -- | --------- | ------------ | ------------ | ---- | ------- |
| 66 | Tom Sykes | BMW Motorrad | BMW S1000 RR | 14   | 3º      |

#### Ritirati
| Nº | Pilota               | Squadra                  | Motocicletta         | Giri | Griglia |
| -- | -------------------- | ------------------------ | -------------------- | ---- | ------- |
| 77 | Maximilian Scheib    | Orelac Racing Verdnatura | Kawasaki ZX-10RR     | 13   | 17º     |
| 36 | Leandro Mercado      | Motocorsa Racing         | Ducati Panigale V4 R | 11   | 20º     |
| 60 | Michael van der Mark | Pata Yamaha              | Yamaha YZF R1        | 8    | 4º      |
| 64 | Federico Caricasulo  | GRT Yamaha               | Yamaha YZF R1        | 3    | 13º     |

### Superbike Gara Superpole

#### Arrivati al traguardo
| Pos. | Nº | Pilota                | Squadra                  | Motocicletta         | Giri | Tempo     | Griglia | Punti |
| ---- | -- | --------------------- | ------------------------ | -------------------- | ---- | --------- | ------- | ----- |
| 1º   | 1  | Jonathan Rea          | Kawasaki Racing          | Kawasaki ZX-10RR     | 10   | 16'43.589 | 2º      | 12    |
| 2º   | 45 | Scott Redding         | Aruba.it Racing - Ducati | Ducati Panigale V4 R | 10   | +0.522    | 1º      | 9     |
| 3º   | 60 | Michael van der Mark  | Pata Yamaha              | Yamaha YZF R1        | 10   | +2.701    | 4º      | 7     |
| 4º   | 76 | Loris Baz             | Ten Kate Racing Yamaha   | Yamaha YZF R1        | 10   | +4.804    | 6º      | 6     |
| 5º   | 7  | Chaz Davies           | Aruba.it Racing - Ducati | Ducati Panigale V4 R | 10   | +6.471    | 7º      | 5     |
| 6º   | 66 | Tom Sykes             | BMW Motorrad             | BMW S1000 RR         | 10   | +8.561    | 3º      | 4     |
| 7º   | 22 | Alex Lowes            | Kawasaki Racing          | Kawasaki ZX-10RR     | 10   | +11.951   | 14º     | 3     |
| 8º   | 31 | Garrett Gerloff       | GRT Yamaha               | Yamaha YZF R1        | 10   | +14.122   | 15º     | 2     |
| 9º   | 91 | Leon Haslam           | Team HRC                 | Honda CBR1000RR-R    | 10   | +14.285   | 9º      | 1     |
| 10º  | 19 | Álvaro Bautista       | Team HRC                 | Honda CBR1000RR-R    | 10   | +14.554   | 8º      |       |
| 11º  | 21 | Michael Ruben Rinaldi | Team Goeleven            | Ducati Panigale V4 R | 10   | +16.337   | 10º     |       |
| 12º  | 12 | Javier Forés          | Kawasaki Puccetti Racing | Kawasaki ZX-10RR     | 10   | +17.268   | 16º     |       |
| 13º  | 50 | Eugene Laverty        | BMW Motorrad             | BMW S1000 RR         | 10   | +17.971   | 11º     |       |
| 14º  | 11 | Sandro Cortese        | Outdo Kawasaki TPR       | Kawasaki ZX-10RR     | 10   | +18.741   | 12º     |       |
| 15º  | 77 | Maximilian Scheib     | Orelac Racing Verdnatura | Kawasaki ZX-10RR     | 10   | +18.786   | 17º     |       |
| 16º  | 64 | Federico Caricasulo   | GRT Yamaha               | Yamaha YZF R1        | 10   | +19.902   | 13º     |       |
| 17º  | 36 | Leandro Mercado       | Motocorsa Racing         | Ducati Panigale V4 R | 10   | +20.031   | 20º     |       |
| 18º  | 33 | Marco Melandri        | Barni Racing             | Ducati Panigale V4 R | 10   | +25.819   | 19º     |       |
| 19º  | 23 | Christophe Ponsson    | Nuova M2 Racing          | Aprilia RSV4 1000    | 10   | +26.219   | 18º     |       |
| 20º  | 63 | Lorenzo Gabellini     | MIE Racing Althea Honda  | Honda CBR1000RR-R    | 10   | +36.568   | 22º     |       |
| 21º  | 20 | Sylvain Barrier       | Brixx Performance        | Ducati Panigale V4 R | 10   | +36.574   | 21º     |       |
| 22º  | 13 | Takumi Takahashi      | MIE Racing Althea Honda  | Honda CBR1000RR-R    | 10   | +36.892   | 23º     |       |

#### Ritirato
| Nº | Pilota              | Squadra     | Motocicletta  | Giri | Griglia |
| -- | ------------------- | ----------- | ------------- | ---- | ------- |
| 54 | Toprak Razgatlıoğlu | Pata Yamaha | Yamaha YZF R1 | 6    | 5º      |

### Superbike Gara 2

#### Arrivati al traguardo
| Pos. | Nº | Pilota                | Squadra                  | Motocicletta         | Giri | Tempo     | Griglia | Punti |
| ---- | -- | --------------------- | ------------------------ | -------------------- | ---- | --------- | ------- | ----- |
| 1º   | 45 | Scott Redding         | Aruba.it Racing - Ducati | Ducati Panigale V4 R | 20   | 33'51.855 | 2º      | 25    |
| 2º   | 7  | Chaz Davies           | Aruba.it Racing - Ducati | Ducati Panigale V4 R | 20   | +3.082    | 5º      | 20    |
| 3º   | 54 | Toprak Razgatlıoğlu   | Pata Yamaha              | Yamaha YZF R1        | 20   | +5.472    | 10º     | 16    |
| 4º   | 21 | Michael Ruben Rinaldi | Team Goeleven            | Ducati Panigale V4 R | 20   | +8.709    | 12º     | 13    |
| 5º   | 22 | Alex Lowes            | Kawasaki Racing          | Kawasaki ZX-10RR     | 20   | +10.772   | 7º      | 11    |
| 6º   | 1  | Jonathan Rea          | Kawasaki Racing          | Kawasaki ZX-10RR     | 20   | +12.501   | 1º      | 10    |
| 7º   | 60 | Michael van der Mark  | Pata Yamaha              | Yamaha YZF R1        | 20   | +13.760   | 3º      | 9     |
| 8º   | 19 | Álvaro Bautista       | Team HRC                 | Honda CBR1000RR-R    | 20   | +17.472   | 11º     | 8     |
| 9º   | 33 | Marco Melandri        | Barni Racing             | Ducati Panigale V4 R | 20   | +19.938   | 19º     | 7     |
| 10º  | 31 | Garrett Gerloff       | GRT Yamaha               | Yamaha YZF R1        | 20   | +21.375   | 8º      | 6     |
| 11º  | 66 | Tom Sykes             | BMW Motorrad             | BMW S1000 RR         | 20   | +23.555   | 6º      | 5     |
| 12º  | 91 | Leon Haslam           | Team HRC                 | Honda CBR1000RR-R    | 20   | +28.209   | 9º      | 4     |
| 13º  | 12 | Javier Forés          | Kawasaki Puccetti Racing | Kawasaki ZX-10RR     | 20   | +29.128   | 16º     | 3     |
| 14º  | 11 | Sandro Cortese        | Outdo Kawasaki TPR       | Kawasaki ZX-10RR     | 20   | +35.062   | 14º     | 2     |
| 15º  | 36 | Leandro Mercado       | Motocorsa Racing         | Ducati Panigale V4 R | 20   | +35.269   | 20º     | 1     |
| 16º  | 64 | Federico Caricasulo   | GRT Yamaha               | Yamaha YZF R1        | 20   | +38.450   | 15º     |       |
| 17º  | 76 | Loris Baz             | Ten Kate Racing Yamaha   | Yamaha YZF R1        | 20   | +44.444   | 4º      |       |
| 18º  | 77 | Maximilian Scheib     | Orelac Racing Verdnatura | Kawasaki ZX-10RR     | 20   | +45.370   | 17º     |       |
| 19º  | 63 | Lorenzo Gabellini     | MIE Racing Althea Honda  | Honda CBR1000RR-R    | 20   | +1'08.007 | 22º     |       |

#### Ritirati
| Nº | Pilota             | Squadra                 | Motocicletta         | Giri | Griglia |
| -- | ------------------ | ----------------------- | -------------------- | ---- | ------- |
| 20 | Sylvain Barrier    | Brixx Performance       | Ducati Panigale V4 R | 17   | 21º     |
| 23 | Christophe Ponsson | Nuova M2 Racing         | Aprilia RSV4 1000    | 14   | 18º     |
| 50 | Eugene Laverty     | BMW Motorrad            | BMW S1000 RR         | 11   | 13º     |
| 13 | Takumi Takahashi   | MIE Racing Althea Honda | Honda CBR1000RR-R    | 6    | 23º     |

### Supersport Gara 1

#### Arrivati al traguardo
| Pos. | Nº | Pilota                  | Squadra                  | Motocicletta     | Giri | Tempo     | Griglia | Punti |
| ---- | -- | ----------------------- | ------------------------ | ---------------- | ---- | --------- | ------- | ----- |
| 1º   | 55 | Andrea Locatelli        | Bardahl Evan Bros.       | Yamaha YZF R6    | 17   | 29'44.344 | 1º      | 25    |
| 2º   | 16 | Jules Cluzel            | GMT94 Yamaha             | Yamaha YZF R6    | 17   | +3.052    | 2º      | 20    |
| 3º   | 5  | Philipp Öttl            | Kawasaki Puccetti Racing | Kawasaki ZX-6R   | 17   | +7.766    | 3º      | 16    |
| 4º   | 44 | Lucas Mahias            | Kawasaki Puccetti Racing | Kawasaki ZX-6R   | 17   | +10.908   | 4º      | 13    |
| 5º   | 3  | Raffaele De Rosa        | MV Agusta Reparto Corse  | MV Agusta F3 675 | 17   | +11.979   | 7º      | 11    |
| 6º   | 4  | Steven Odendaal         | EAB Ten Kate Racing      | Yamaha YZF R6    | 17   | +17.464   | 12º     | 10    |
| 7º   | 94 | Corentin Perolari       | GMT94 Yamaha             | Yamaha YZF R6    | 17   | +17.738   | 6º      | 9     |
| 8º   | 81 | Manuel González         | Kawasaki ParkinGO        | Kawasaki ZX-6R   | 17   | +23.083   | 8º      | 8     |
| 9º   | 61 | Can Öncü                | Turkish Racing           | Kawasaki ZX-6R   | 17   | +23.419   | 17º     | 7     |
| 10º  | 38 | Hannes Soomer           | Kallio Racing            | Yamaha YZF R6    | 17   | +23.736   | 11º     | 6     |
| 11º  | 12 | Alejandro Ruiz Carranza | Emperador Racing         | Yamaha YZF R6    | 17   | +28.948   | 15º     | 5     |
| 12º  | 99 | Danny Webb              | WRP Wepol Racing         | Yamaha YZF R6    | 17   | +31.363   | 14º     | 4     |
| 13º  | 22 | Federico Fuligni        | MV Agusta Reparto Corse  | MV Agusta F3 675 | 17   | +34.001   | 18º     | 3     |
| 14º  | 84 | Loris Cresson           | Oxxo Yamaha Team Toth    | Yamaha YZF R6    | 17   | +43.027   | 22º     | 2     |
| 15º  | 2  | Luigi Montella          | DK Motorsport            | Yamaha YZF R6    | 17   | +59.311   | 23º     | 1     |
| 16º  | 83 | Lachlan Epis            | MPM Routz Racing         | Yamaha YZF R6    | 17   | +1'07.891 | 21º     |       |

#### Ritirati
| Nº | Pilota                | Squadra                       | Motocicletta   | Giri | Griglia |
| -- | --------------------- | ----------------------------- | -------------- | ---- | ------- |
| 47 | Axel Bassani          | Soradis Yamaha Motoxracing    | Yamaha YZF R6  | 15   | 10º     |
| 25 | Andy Verdoïa          | bLU cRU WorldSSP by MS        | Yamaha YZF-R6  | 13   | 13º     |
| 52 | Patrick Hobelsberger  | Dynavolt Honda                | Honda CBR600RR | 12   | 19º     |
| 78 | Hikari Ōkubo          | Dynavolt Honda                | Honda CBR600RR | 11   | 9º      |
| 32 | Isaac Viñales         | Kallio Racing                 | Yamaha YZF R6  | 6    | 5º      |
| 56 | Péter Sebestyén       | Oxxo Yamaha Team Toth         | Yamaha YZF R6  | 5    | 16º     |
| 9  | Galang Hendra Pratama | bLU cRU WorldSSP by MS Racing | Yamaha YZF R6  | 2    | 20º     |

### Supersport Gara 2

#### Arrivati al traguardo
| Pos. | Nº | Pilota                  | Squadra                       | Motocicletta     | Giri | Tempo     | Griglia | Punti |
| ---- | -- | ----------------------- | ----------------------------- | ---------------- | ---- | --------- | ------- | ----- |
| 1º   | 55 | Andrea Locatelli        | Bardahl Evan Bros.            | Yamaha YZF R6    | 11   | 19'08.331 | 1º      | 25    |
| 2º   | 16 | Jules Cluzel            | GMT94 Yamaha                  | Yamaha YZF R6    | 11   | +1.867    | 2º      | 20    |
| 3º   | 44 | Lucas Mahias            | Kawasaki Puccetti Racing      | Kawasaki ZX-6R   | 11   | +2.146    | 4º      | 16    |
| 4º   | 5  | Philipp Öttl            | Kawasaki Puccetti Racing      | Kawasaki ZX-6R   | 11   | +5.553    | 3º      | 13    |
| 5º   | 3  | Raffaele De Rosa        | MV Agusta Reparto Corse       | MV Agusta F3 675 | 11   | +7.190    | 7º      | 11    |
| 6º   | 94 | Corentin Perolari       | GMT94 Yamaha                  | Yamaha YZF R6    | 11   | +7.342    | 6º      | 10    |
| 7º   | 32 | Isaac Viñales           | Kallio Racing                 | Yamaha YZF R6    | 11   | +7.705    | 5º      | 9     |
| 8º   | 4  | Steven Odendaal         | EAB Ten Kate Racing           | Yamaha YZF R6    | 11   | +8.676    | 12º     | 8     |
| 9º   | 38 | Hannes Soomer           | Kallio Racing                 | Yamaha YZF R6    | 11   | +8.678    | 11º     | 7     |
| 10º  | 81 | Manuel González         | Kawasaki ParkinGO             | Kawasaki ZX-6R   | 11   | +11.356   | 8º      | 6     |
| 11º  | 99 | Danny Webb              | WRP Wepol Racing              | Yamaha YZF R6    | 11   | +14.031   | 14º     | 5     |
| 12º  | 61 | Can Öncü                | Turkish Racing                | Kawasaki ZX-6R   | 11   | +14.326   | 16º     | 4     |
| 13º  | 12 | Alejandro Ruiz Carranza | Emperador Racing              | Yamaha YZF R6    | 11   | +17.715   | 15º     | 3     |
| 14º  | 22 | Federico Fuligni        | MV Agusta Reparto Corse       | MV Agusta F3 675 | 11   | +23.282   | 17º     | 2     |
| 15º  | 25 | Andy Verdoïa            | bLU cRU WorldSSP by MS Racing | Yamaha YZF R6    | 11   | +26.368   | 13º     | 1     |
| 16º  | 9  | Galang Hendra Pratama   | bLU cRU WorldSSP by MS Racing | Yamaha YZF R6    | 11   | +29.415   | 19º     |       |
| 17º  | 83 | Lachlan Epis            | MPM Routz Racing              | Yamaha YZF R6    | 11   | +33.596   | 20º     |       |
| 18º  | 84 | Loris Cresson           | Oxxo Yamaha Team Toth         | Yamaha YZF R6    | 11   | +37.772   | 21º     |       |
| 19º  | 2  | Luigi Montella          | DK Motorsport                 | Yamaha YZF R6    | 11   | +44.709   | 22º     |       |

#### Ritirati
| Nº | Pilota               | Squadra                    | Motocicletta   | Giri | Griglia |
| -- | -------------------- | -------------------------- | -------------- | ---- | ------- |
| 78 | Hikari Ōkubo         | Dynavolt Honda             | Honda CBR600RR | 2    | 9º      |
| 52 | Patrick Hobelsberger | Dynavolt Honda             | Honda CBR600RR | 1    | 18º     |
| 47 | Axel Bassani         | Soradis Yamaha Motoxracing | Yamaha YZF R6  | 0    | 10º     |

### Supersport 300 gara 1

#### Arrivati al traguardo
| Pos. | Nº | Pilota                 | Squadra                                | Motocicletta       | Giri | Tempo     | Griglia | Punti |
| ---- | -- | ---------------------- | -------------------------------------- | ------------------ | ---- | --------- | ------- | ----- |
| 1º   | 10 | Unai Orradre           | Yamaha MS Racing                       | Yamaha YZF-R3      | 10   | 19'09.326 | 2º      | 25    |
| 2º   | 69 | Tom Booth-Amos         | RT Motorsports by SKM - Kawasaki       | Kawasaki Ninja 400 | 10   | +2.341    | 15º     | 20    |
| 3º   | 95 | Scott Deroue           | MTM Kawasaki Motoport                  | Kawasaki Ninja 400 | 10   | +2.428    | 13º     | 16    |
| 4º   | 61 | Yuta Okaya             | MTM Kawasaki Motoport                  | Kawasaki Ninja 400 | 10   | +2.483    | 10º     | 13    |
| 5º   | 54 | Bahattin Sofuoğlu      | Biblion Motoxracing Yamaha             | Yamaha YZF-R3      | 10   | +2.614    | 8º      | 11    |
| 6º   | 11 | Ana Carrasco           | Kawasaki Provec WorldSSP300            | Kawasaki Ninja 400 | 10   | +3.278    | 4º      | 10    |
| 7º   | 85 | Kevin Sabatucci        | Kawasaki GP Project                    | Kawasaki Ninja 400 | 10   | +7.255    | 14º     | 9     |
| 8º   | 72 | Álvaro Díaz            | Biblion Motoxracing Yamaha             | Yamaha YZF-R3      | 10   | +7.257    | 22º     | 8     |
| 9º   | 22 | Mykyta Kalinin         | Battley-RT Motorsports by SKM-Kawasaki | Kawasaki Ninja 400 | 10   | +7.440    | 9º      | 7     |
| 10º  | 87 | Eliton Gohara Kawakami | Yamaha MS Racing                       | Yamaha YZF-R3      | 10   | +7.836    | 16º     | 6     |
| 11º  | 46 | Samuel Di Sora         | Leader Team Flembbo                    | Kawasaki Ninja 400 | 10   | +11.855   | 31º     | 5     |
| 12º  | 84 | Kim Aloisi             | Biblion Motoxracing Yamaha             | Yamaha YZF-R3      | 10   | +12.146   | 25º     | 4     |
| 13º  | 2  | Alejandro Carrión      | ACCR Smrz Racing by Blue Garage        | Kawasaki Ninja 400 | 10   | +12.440   | 21º     | 3     |
| 14º  | 17 | Koen Meuffels          | MTM Kawasaki Motoport                  | Kawasaki Ninja 400 | 10   | +13.124   | 35º     | 2     |
| 15º  | 25 | Alan Kroh              | Yamaha MS Racing                       | Yamaha YZF-R3      | 10   | +13.132   | 26º     | 1     |
| 16º  | 41 | Jan-Ole Jähnig         | Freudenberg KTM Junior Team            | KTM RC 390 R       | 10   | +20.045   | 32º     |       |
| 17º  | 52 | Oliver König           | Freudenberg KTM Junior Team            | KTM RC 390 R       | 10   | +14.330   | 24º     |       |
| 18º  | 23 | Sylvain Markarian      | Yamaha MS Racing                       | Yamaha YZF-R3      | 10   | +14.713   | 18º     |       |
| 19º  | 30 | Glenn van Straalen     | EAB Ten Kate Racing                    | Yamaha YZF-R3      | 10   | +17.540   | 23º     |       |
| 20º  | 14 | Enzo De La Vega        | Machado Came SBK                       | Yamaha YZF-R3      | 10   | +17.551   | 36º     |       |
| 21º  | 88 | Bruno Ieraci           | Kawasaki GP Project                    | Kawasaki Ninja 400 | 10   | +17.580   | 3º      |       |
| 22º  | 15 | Alfonso Coppola        | Kawasaki GP Project                    | Kawasaki Ninja 400 | 10   | +17.594   | 30º     |       |
| 23º  | 58 | Iñigo Iglesias Bravo   | Scuderia Maranga Racing                | Kawasaki Ninja 400 | 10   | +17.643   | 28º     |       |
| 24º  | 9  | Paolo Grassia          | Team CHIODO Moto Racing                | Yamaha YZF-R3      | 10   | +17.908   | 19º     |       |
| 25º  | 45 | Felipe Macan           | Team Brasil AD 78                      | Yamaha YZF-R3      | 10   | +18.345   | 17º     |       |
| 26º  | 4  | Christian Stange       | Freudenberg KTM WorldSSP Team          | KTM RC 390 R       | 10   | +20.986   | 34º     |       |
| 27º  | 27 | Filippo Rovelli        | Kawasaki ParkinGO                      | Kawasaki Ninja 400 | 10   | +22.816   | 27º     |       |
| 28º  | 80 | Gabriele Mastroluca    | MTM Kawasaki Motoport                  | Kawasaki Ninja 400 | 10   | +27.911   | 29º     |       |
| 29º  | 6  | Jeffrey Buis           | MTM Kawasaki Motoport                  | Kawasaki Ninja 400 | 10   | +1'33.926 | 11º     |       |
| 30º  | 83 | Meikon Kawakami        | Brasil AD 78                           | Yamaha YZF-R3      | 10   | +1'45.246 | 1º      |       |

#### Ritirati
| Nº | Pilota            | Squadra           | Motocicletta       | Giri | Griglia |
| -- | ----------------- | ----------------- | ------------------ | ---- | ------- |
| 71 | Tom Edwards       | Kawasaki ParkinGO | Kawasaki Ninja 400 | 8    | 12º     |
| 8  | Mika Pérez        | Prodina Ircos     | Kawasaki Ninja 400 | 2    | 6º      |
| 64 | Hugo De Cancellis | Team Trasimeno    | Yamaha YZF-R3      | 1    | 5º      |
| 87 | Tom Berçot        | ProGP Racing      | Yamaha YZF-R3      | 0    | 33º     |

#### Squalificati
| Nº | Pilota         | Squadra                        | Motocicletta       | Giri | Tempo   | Griglia |
| -- | -------------- | ------------------------------ | ------------------ | ---- | ------- | ------- |
| 48 | Thomas Brianti | Prodina Ircos Team WorldSSP300 | Kawasaki Ninja 400 | 10   | +2.486  | 7º      |
| 7  | Johan Gimbert  | GP Project                     | Kawasaki Ninja 400 | 1    | +9 giri | 20º     |

### Supersport 300 gara 2

#### Arrivati al traguardo
| Pos. | Nº | Pilota                 | Squadra                                | Motocicletta       | Giri | Tempo     | Griglia | Punti |
| ---- | -- | ---------------------- | -------------------------------------- | ------------------ | ---- | --------- | ------- | ----- |
| 1º   | 54 | Bahattin Sofuoğlu      | Biblion Motoxracing Yamaha             | Yamaha YZF-R3      | 10   | 19'13.445 | 8º      | 25    |
| 2º   | 11 | Ana Carrasco           | Kawasaki Provec WorldSSP300            | Kawasaki Ninja 400 | 10   | +0.161    | 4º      | 20    |
| 3º   | 69 | Tom Booth-Amos         | RT Motorsports by SKM - Kawasaki       | Kawasaki Ninja 400 | 10   | +0.511    | 15º     | 16    |
| 4º   | 95 | Scott Deroue           | MTM Kawasaki Motoport                  | Kawasaki Ninja 400 | 10   | +1.598    | 13º     | 13    |
| 5º   | 83 | Meikon Kawakami        | Brasil AD 78                           | Yamaha YZF-R3      | 10   | +1.627    | 1º      | 11    |
| 6º   | 10 | Unai Orradre           | Yamaha MS Racing                       | Yamaha YZF-R3      | 10   | +1.760    | 2º      | 10    |
| 7º   | 88 | Bruno Ieraci           | Kawasaki GP Project                    | Kawasaki Ninja 400 | 10   | +2.172    | 3º      | 9     |
| 8º   | 22 | Mykyta Kalinin         | Battley-RT Motorsports by SKM-Kawasaki | Kawasaki Ninja 400 | 10   | +2.395    | 9º      | 8     |
| 9º   | 64 | Hugo De Cancellis      | Team Trasimeno                         | Yamaha YZF-R3      | 10   | +5.030    | 5º      | 7     |
| 10º  | 85 | Kevin Sabatucci        | Kawasaki GP Project                    | Kawasaki Ninja 400 | 10   | +5.770    | 14º     | 6     |
| 11º  | 87 | Eliton Gohara Kawakami | Yamaha MS Racing                       | Yamaha YZF-R3      | 10   | +6.095    | 16º     | 5     |
| 12º  | 6  | Jeffrey Buis           | MTM Kawasaki Motoport                  | Kawasaki Ninja 400 | 10   | +6.707    | 11º     | 4     |
| 13º  | 27 | Filippo Rovelli        | Kawasaki ParkinGO                      | Kawasaki Ninja 400 | 10   | +7.449    | 27º     | 3     |
| 14º  | 72 | Álvaro Díaz            | Biblion Motoxracing Yamaha             | Yamaha YZF-R3      | 10   | +7.477    | 22º     | 2     |
| 15º  | 17 | Koen Meuffels          | MTM Kawasaki Motoport                  | Kawasaki Ninja 400 | 10   | +7.808    | 35º     | 1     |
| 16º  | 25 | Alan Kroh              | Yamaha MS Racing                       | Yamaha YZF-R3      | 10   | +7.815    | 26º     |       |
| 17º  | 58 | Iñigo Iglesias Bravo   | Scuderia Maranga Racing                | Kawasaki Ninja 400 | 10   | +7.927    | 28º     |       |
| 18º  | 46 | Samuel Di Sora         | Leader Team Flembbo                    | Kawasaki Ninja 400 | 10   | +8.620    | 31º     |       |
| 19º  | 30 | Glenn van Straalen     | EAB Ten Kate Racing                    | Yamaha YZF-R3      | 10   | +9.182    | 23º     |       |
| 20º  | 15 | Alfonso Coppola        | Kawasaki GP Project                    | Kawasaki Ninja 400 | 10   | +9.297    | 30º     |       |
| 21º  | 41 | Jan-Ole Jähnig         | Freudenberg KTM Junior Team            | KTM RC 390 R       | 10   | +9.383    | 32º     |       |
| 22º  | 14 | Enzo De La Vega        | Machado Came SBK                       | Yamaha YZF-R3      | 10   | +10.927   | 36º     |       |
| 23º  | 80 | Gabriele Mastroluca    | MTM Kawasaki Motoport                  | Kawasaki Ninja 400 | 10   | +11.013   | 29º     |       |
| 24º  | 71 | Tom Edwards            | Kawasaki ParkinGO                      | Kawasaki Ninja 400 | 10   | +11.463   | 12º     |       |
| 25º  | 45 | Felipe Macan           | Team Brasil AD 78                      | Yamaha YZF-R3      | 10   | +11.555   | 17º     |       |
| 26º  | 9  | Paolo Grassia          | Team CHIODO Moto Racing                | Yamaha YZF-R3      | 10   | +11.838   | 19º     |       |
| 27º  | 87 | Tom Berçot             | ProGP Racing                           | Yamaha YZF-R3      | 10   | +18.408   | 33º     |       |
| 28º  | 84 | Kim Aloisi             | Biblion Motoxracing Yamaha             | Yamaha YZF-R3      | 10   | +23.790   | 25º     |       |
| 29º  | 4  | Christian Stange       | Freudenberg KTM WorldSSP Team          | KTM RC 390 R       | 10   | +37.987   | 34º     |       |

#### Ritirati
| Nº | Pilota            | Squadra                         | Motocicletta       | Giri | Griglia |
| -- | ----------------- | ------------------------------- | ------------------ | ---- | ------- |
| 61 | Yuta Okaya        | MTM Kawasaki Motoport           | Kawasaki Ninja 400 | 8    | 10º     |
| 8  | Mika Pérez        | Prodina Ircos                   | Kawasaki Ninja 400 | 8    | 6º      |
| 23 | Sylvain Markarian | Yamaha MS Racing                | Yamaha YZF-R3      | 6    | 18º     |
| 52 | Oliver König      | Freudenberg KTM Junior Team     | KTM RC 390 R       | 5    | 24º     |
| 2  | Alejandro Carrión | ACCR Smrz Racing by Blue Garage | Kawasaki Ninja 400 | 0    | 21º     |

#### Squalificati
| Nº | Pilota         | Squadra                        | Motocicletta       | Giri | Tempo   | Griglia |
| -- | -------------- | ------------------------------ | ------------------ | ---- | ------- | ------- |
| 48 | Thomas Brianti | Prodina Ircos Team WorldSSP300 | Kawasaki Ninja 400 | 10   | +2.401  | 7º      |
| 7  | Johan Gimbert  | GP Project                     | Kawasaki Ninja 400 | 10   | +18.391 | 20º     |